# Zábavný park
Zábavný park (orig. Adventureland) je americká filmová komedie režiséra Grega Mottola, natočená v roce 2009.

## Děj
Je léto 1987 a James Brennan právě úspěšně zakončil studium literární komparatistiky na Oberlin College a těší se na prázdninovou cestu po Evropě a pozdější studium žurnalistiky na Columbia University. Rodiče mu ale oznámí, že mu nebudou moci finančně pomáhat.
James proto začne hledat práci, ale nalezne pouze jedinou – v zábavním parku ve svém rodném městě Pittsburghu. V parku také pracuje jeho kamarád z dětství Frigo, jenž má ve zvyku při každém potkání Jamese udeřit do varlat. Asistent manažera Bobby Jamese okamžitě najme a ten začne pracovat v oddělení her. Potom potká své kolegy – sarkastického Joela, Bobbyho ženu a manažerku parku Paulette, technika a muzikanta Mike Connella a další.
James potká svou kolegyni ze stejného oddělení Emily "Em" Lewinovou, která ho zachrání před bodnutím od nespokojeného zákazníka. Později ho pozve na party ve svém domě, kde ho vybídne, aby se k ní přidal v bazénu. Na konci party vyjde najevo, že Em měla vztah s Connellem, ačkoli je ženatý. James jde potom s Em do restaurace a během hovoru je Em překvapená, že je James stále ještě panic. Connell pak do restaurace přijde, a proto chce Em odejít, a tak se s Jamesem vydají k řece. Tam James Em políbí. Následující den James řekne Connellovi o svých citech k Em a ten to pak řekne Em. Ta mu pak řekne, že chce, aby vztah postupoval pomalu.
Další den ráno pozve Lisa P. Jamese na rande, ale nechce, aby se o tom moc vědělo. Když se James vrátí z rande, zjistí, že mu volala Em a řekla, že lituje, že na posledním rande odmítla jeho city. James dá Em nějakou marihuanu, aby z ní upekla koláčky. Když se dají do ochutnávání, Joel je napaden rozčíleným zákazníkem, který se dozví, že soutěže v parku jsou podvod. Když ho Em brání, zákazník ji udeří, a tak se James rozhodne ho kopnout do rozkroku. Zákazníkův kamarád začne Jamese honit a ten se skryje v Bobbyho kanceláři, který zákazníka potom vyděsí, když vyběhne s baseballovou pálkou. Em řekne Jamesovi, že ho nechce ztratit.
Joel je potom uvidí, jak jdou spolu a rozhodne se opustit park. James se s ním snaží promluvit, ale Joel je naštvaný, protože James randil s Lisou P., ačkoli byl již zamilovaný do Em. James chce být čestný, a tak se Em přizná, že byl na rande s Lisou. Šokovaná jeho čestností jde potom Em ukončit vztah s Connellem. Mentálně postižený pracovník z parkoviště, navedený Frigem, pak řekne, že viděl Em a Connella, jak dělají v autě před pár týdny kliky, aniž by na sobě měli nějaké oblečení. James pak s Frigem jede ke Connellovu domu a vidí, jak odsud odchází Em – ta se s Connellem právě rozešla. Když se James objeví, Em je tak šokovaná, že není schopná Jamesovi cokoli vysvětlit. James proto odejde.
Později James řekne o vztahu Lise P., ale požádá ji, aby to nikomu neříkala. Ta to prozradí své kamarádce Kelly a brzy o tom vědí všichni v parku, a tak Em odejde. James má zlomené srdce a opilý narazí s otcovým autem do stromu a uteče. Druhý den ráno ho probudí matka a přikáže mu, aby zaplatil všechny škody, které způsobil. Když dostane James poslední výplatu, Connell mu řekne, že ani on s Em nemluvil od té doby, co odešla. James se potom vydá do New Yorku, kde na Em počká před jejím bytem. Ta je překvapená, že ho vidí, ale nechce s ním mluvit, protože si myslí, že zničila všechno, co mezi nimi bylo. James jí řekne, že ji vidí jinak, než vidí ona sama sebe – že vidí dívku, která ho zachránila před pobodáním, dívku, která chránila Joela, dívku, která ho seznámila s psychotropními koláčky, a dívku, která se nevymlouvá. Em pak pustí Jamese do svého bytu. James si svleče své mokré oblečení (venku pršelo) a zjistí, že Em má stále tričko ze Zábavného parku. Políbí se a začnou se svlékat a film končí. James pravděpodobně ztratil své panictví.

## Obsazení
| Jesse Eisenberg   | James Brennan       |
| Kristen Stewart   | Emily "Em" Lewinová |
| Ryan Reynolds     | Mike Connell        |
| Martin Starr      | Joel                |
| Matt Bush         | Tommy Frigo         |
| Margarita Levieva | Lisa P.             |
| Bill Hader        | Bobby               |
| Kristen Wiigová   | Paulette            |
| Mary Birdsong     | Francy              |
| Josh Pais         | pan Lewin           |
| Jack Gilpin       | pan Brennan         |
| Wendie Malick     | paní Brennanová     |

## Výroba
Zábavný park byl natočen v Pittsburghu mezi prosincem 2007 a lednem 2008. Většina scén byla natočena v Kennywood, historického zábavního parku v blízkosti West Mifflin. Park ve filmu je založen na zábavním parku ve Farmingdale v New Yorku, kde režisér Mottola v osmdesátých letech pracoval. Další scény byly natočeny v Beaver County v Pensylvánii.
Příběh se odehrává v létě, ale protože byl film točen v zimní Pensylvánii, musel se štáb často skrývat před padajícím sněhem.